# Juan García Ábrego
Juan García Ábrego (né le 13 septembre 1944), était un seigneur de la drogue mexicaine il a commencé sa carrière criminelle sous la tutelle de son oncle Juan Nepomuceno Guerra , qui est l'ancien chef d'un organisme criminel le long de la frontière entre les États-Unis et le Mexique maintenant appelé Cartel du Golfe.